# وودساید پترولیوم
وودساید پترولیوم (به انگلیسی: Woodside Petroleum) شرکت نفت و گاز استرالیایی است، که بزرگترین شرکت نفتی استرالیا در زمینه اکتشاف و استخراج نفت و گاز طبیعی به‌شمار می‌آید.
شرکت وودساید پترولیوم در سال ۱۹۵۴ با مشارکت انتفاعی شرکت‌های رویال داچ شل و شرکت نفت برمه راه‌اندازی شد، که در سالهای نخست دهه ۱۹۶۰ کمپانی بی‌اچ‌پی بیلیتون، جایگزین شرکت نفت برمه گردید، که هر یک از شرکت‌ها، مالکیت ۴۰٪ درصد از سهام وودساید را در اختیار داشتند. امروزه بی‌اچ‌پی بیلیتون کلیه سهامش را واگذار کرده و سهام شرکت شل نیز به ۲۴٪ درصد کاهش یافته‌است.
دفتر مرکزی این شرکت در شهر پرت، استرالیای غربی قرار دارد و بخشی از سهام آن در بازار بورس اوراق بهادار استرالیا معامله می‌شود. شاخه‌ای از شرکت وودساید دارای بزرگترین ناوگان انتقال ال‌ان‌جی و ال‌پی‌جی در استرالیا می‌باشد.